# Walter Dondoni
Walter Dondoni (Milano, 18 agosto 1965) è un allenatore di calcio ed ex calciatore italiano, di ruolo difensore.

## Carriera
Ha esordito giovanissimo in serie A nell'Inter nella stagione 1983-1984. Ha poi militato a lungo in serie B dove ha vestito le maglie di Padova, Monza, Parma e Perugia.
Nella stagione 1986/87 l'Inter lo cede in prestito al Livorno in C1, dove agli ordini di Romano Matté gioca nel ruolo di terzino destro aiutando la squadra nel cammino della salvezza e contribuisce da protagonista alla vittoria della coppa Italia. In finale contro il Campania Puteolana, da un suo assist arriva il gol di Susi che permette agli amaranto di raddoppiare il vantaggio firmato da Casilli. La partita finirà 3-0.
Al suo attivo anche due promozioni dalla C1 alla B: con il Perugia nella stagione 1993-1994 e con il Lecce nel 1995-1996, in entrambi i casi chiudendo il campionato al primo posto.
Nel 2001 inizia la carriera d'allenatore guidando il Tolentino. Nella stagione 2008-2009 allena la Sentina Calcio, squadra di San Benedetto del Tronto che milita nel campionato di Seconda categoria Marche. Nella stagione 2011-2012 allena l'Asd Martinsicuro, campionato di Eccellenza abruzzese, ma viene esonerato dopo la prima giornata. Attualmente è tornato a seguire il settore giovanile della stessa società

## Palmarès

### Club

#### Competizioni nazionali
- Coppa Italia Serie C: 1

Livorno: 1986-1987
- Campionato italiano Serie C1: 2

Perugia: 1993-1994 (girone B)
Lecce: 1995-1996 (girone B)